# 許槤
許槤（1787年—1862年），初名映涟，字叔夏，号珊林、乐恬散人，室名红竹草堂。浙江海寧縣（今浙江省海寧市）人。清代官員、學者。

## 生平
道光十三年（1833年）癸巳科二甲進士，歷官直隸知縣、山東平度州知州，為官以吏事精敏，善決疑獄著稱。

## 著作
許槤致力文字之學，治《说文解字》，頗有創建。又工詩文，善篆隸書法，且兼通医学，深为谭献所推重。著有《说文解字疏笺》（已佚）、《识字略》、《古韵阁文》一卷、《古韵阁诗》一卷、《读说文记》一卷（收入《古韵阁遗著》）、《洗冤录详义》四卷首一卷、《摭遗》二卷、《补》一卷，以及《古韵阁宝刻录》、《外科正宗》、《咽喉脉证通论》、《海宁许公名宦乡贤轶事》一卷等。還曾編訂《六朝文絜》。

## 外部連結
- 许梿 浙江地方志